# Kỷ Ai công
Kỷ Ai công (chữ Hán: 杞哀公; trị vì: 470 TCN-461 TCN), tên là Tự Át Lộ, là vị vua thứ 19 của nước Kỷ - chư hầu nhà Chu trong lịch sử Trung Quốc.
Ông là con thứ của Kỷ Ly công và em của Kỷ Mẫn công - vua thứ 17 và 18 nước Kỷ. Năm 470 TCN, ông sát hại anh giành ngôi vua.
Năm 461 TCN, Kỷ Ai công mất. Ông làm vua tất cả 10 năm. Người con của Kỷ Mẫn công, tức là cháu gọi ông bằng chú là Kỷ Xuất công lên nối ngôi.